# Грабовица (община Власеница)
Грабовица (на сръбски: Грабовица) е село в Босна и Херцеговина, разположено в община Власеница, в ентитета на Република Сръбска. Намира се на 561 метра надморска височина. Населението му според преброяването през 2013 г. е 346 души, от тях: 346 (100,00 %) сърби.

## Население
Численост на населението според преброяванията през годините:
- 1961 – 528 души
- 1971 – 597 души
- 1981 – 587 души
- 1991 – 537 души
- 2013 – 346 души